# 萨农河畔拉维尔
萨农河畔拉维尔（法語：Raville-sur-Sânon，法語發音：[ʁavil syʁ sanɔ̃]）是法国默尔特-摩泽尔省的一个市镇，属于吕内维尔区。

## 地理
萨农河畔拉维尔（48°39'3"N, 6°29'51"E）面积3.35 平方千米，位于法国大東部大區默尔特-摩泽尔省，该省份为法国东北部内陆省份，是洛林的一部分，北邻比利时、卢森堡，北起顺时针与摩泽尔省、下莱茵省、孚日省和默兹省接壤。
与萨农河畔拉维尔接壤的市镇（或旧市镇、城区）包括：博兹蒙、小比安维尔、克里永、安维尔欧雅尔。

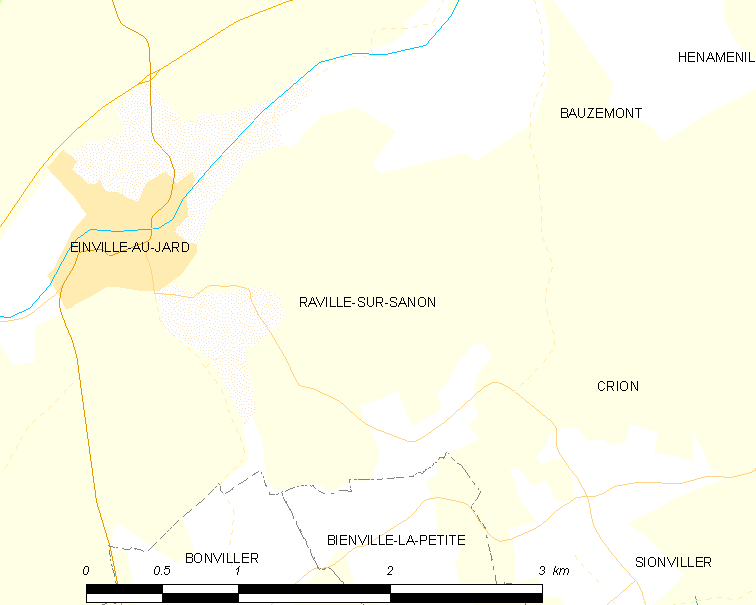
萨农河畔拉维尔的OSM定位图

萨农河畔拉维尔的时区为UTC+01:00、UTC+02:00（夏令时）。

## 行政
萨农河畔拉维尔的邮政编码为54370，INSEE市镇编码为54445。

## 政治
萨农河畔拉维尔所属的省级选区为吕内维尔第一县。

## 人口

1962-2008年间萨农河畔拉维尔人口变化图示

萨农河畔拉维尔于2022年1月1日时的人口数量为104人。